# Бух-ам-Ерльбах
Бух-ам-Ерльбах (нім. Buch am Erlbach) — громада в Німеччині, знаходиться в землі Баварія. Підпорядковується адміністративному округу Нижня Баварія. Входить до складу району Ландсгут.
Площа — 26,71 км2. Населення становить 4118 ос. (станом на 31 грудня 2020).